# مقر الأمم المتحدة
يقع مقر الأمم المتحدة في مدينة نيو يورك الأمريكية على ضفاف النهر الشرقي. يقع المقر الرئيسي للأمم المتحدة على مساحة من 17 إلى 18 فدانًا (6.9 إلى 7.3 هكتارًا) من الأراضي في حي Turtle Bay في وسط مدينة مانهاتن في مدينة نيويورك. يحده الجادة الأولى من الغرب، والشارع 42 من الجنوب، والشارع 48 من الشمال، والنهر الشرقي من الشرق. بدأت أعمال بنائه سنة 1947 وانتهت في سنة 1952. لكن المبنى افتتح في 9 يناير 1951. يتكون المجمع من عدة مبان، بما في ذلك مباني الأمانة العامة والمؤتمر والجمعية العامة ومكتبة داج همرشولد. تم تصميم المجمع من قِبل مجلس من المهندسين المعماريين بقيادة والاس هاريسون وبناه شركة الهندسة المعمارية «هاريسون وأبراموفيتز». يُستخدم مصطلح Turtle Bay أحيانًا كمجاز لمقر الأمم المتحدة أو للأمم المتحدة ككل.
يضم المقر الرئيسي مقار الأجهزة الرئيسية للأمم المتحدة، بما في ذلك الجمعية العامة ومجلس الأمن، باستثناء محكمة العدل الدولية، التي يقع مقرها في لاهاي بهولندا. للأمم المتحدة ثلاثة مقار إقليمية فرعية إضافية. وقد تم افتتاح هذه المقار في جنيف (سويسرا) في عام 1946، وفي فيينا (النمسا) في عام 1980، وفي نيروبي (كينيا) في عام 1996. تساعد هذه المكاتب الإضافية في تمثيل مصالح الأمم المتحدة، وتسهيل الأنشطة الدبلوماسية، والتمتع ببعض الامتيازات خارج الحدود الإقليمية، ولكنها لا تحتوي على مقار الأجهزة الرئيسية.
يأوي المبنى خمسة من ستة أجهزة الأمم المتحدة الرئيسية وهي :
- الجمعية العامة
- مجلس الوصاية
- الأمانة العامة
- مجلس الأمن
- المجلس الاقتصادي والاجتماعي للأمم المتحدة

يتمتع مقر الأمم المتحدة بالحصانة الديبلوماسية ويعتبر كأرض عالمية. لا يخضع موظفوه للقوانين الأمريكية.

## التصميم
تم تصميم المقر من قبل فريق من أحد عشر مهندس معماري. يقع المقر عل أرض مهداة من قبل جون روكفيلر.
يتكون المقر من ثلاث أبنية :
- الأمانة العامة وهي بناية من 39 طابقا تأوي مكاتب الأمانة العامة للأمم المتحدة.
- مبنى الجمعية العامة للأمم المتحدة وهو المكان لذي تعقد فيه الجمعية العامة اجتمعاتها.
- مكتبة الأمم المتحدة (مكتبة داغ همرشولد). تم اضافتها سنة 1961.

يحيط بمقر الأمم المتحدة حديقة تم تزيينها بتماثيل مهداة من قبل أعضائها.
يمكن زيارة مقر الأمم المتحدة وتم إحصاء 37 مليون زائر منذ افتتاح المقر .

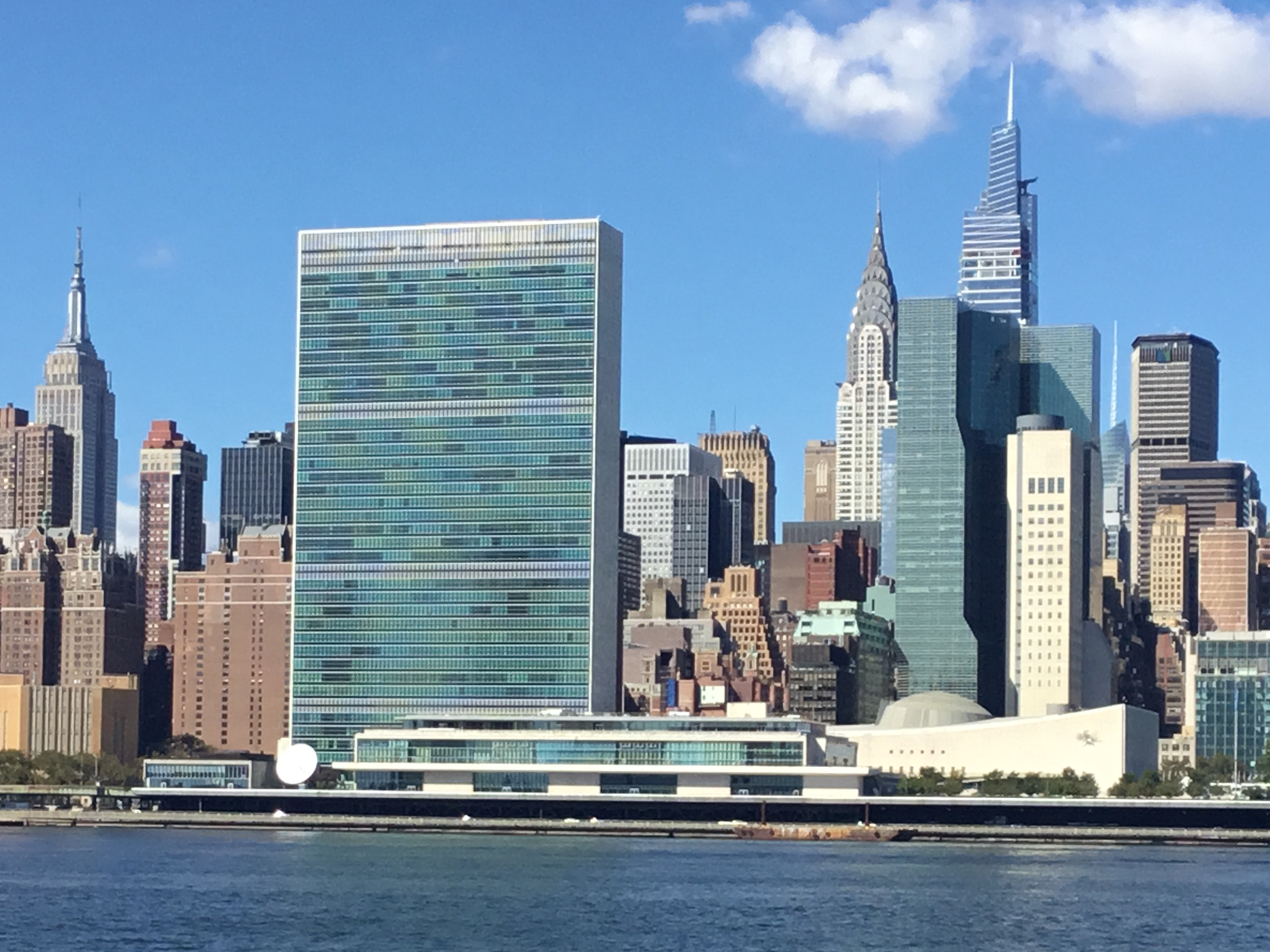
مقر الأمم المتحدة وسط حي مانهاتن من منتزه جانتري بلازا الحكومي.